# Benedikt Pliquett
Benedikt Pliquett (* 20. Dezember 1984 in Hamburg) ist ein ehemaliger deutscher Fußballtorwart.

## Leben
Pliquett kam am 20. Dezember 1984 als Sohn von Rüdiger und Annegret Pliquett, die in Ahrensburg leben, in Hamburg zur Welt.

## Spielerkarriere
Benedikt Pliquett spielte beim SSC Hagen Ahrensburg und dem VfL Oldesloe, bevor er 2000 für dreieinhalb Jahre zu den Amateuren des Hamburger SV wechselte.
Nach fünf Monaten beim VfB Lübeck II wechselte der 199 cm große Torwart 2004 zum FC St. Pauli, für den er in der Regionalliga Nord und für die zweite Mannschaft in der Oberliga Nord spielte. Ab dem 6. April 2008, dem 27. Spieltag der Saison 2007/08, war Pliquett Torhüter der ersten Mannschaft in der 2. Fußball-Bundesliga, mit Beginn der Saison 2008/09 wurde er jedoch vom neu verpflichteten Mathias Hain verdrängt und war auch in der Erstligasaison 2010/11 nur Ersatz hinter Thomas Kessler.  Beim 1:0-Sieg des FC St. Pauli im Volksparkstadion am 16. Februar 2011 debütierte Pliquett in der höchsten deutschen Spielklasse. Dort avancierte er mit einer guten Leistung zum Sieggaranten gegen den Stadtrivalen Hamburger SV. Er machte noch vier weitere Spiele in der Saison, die mit dem Bundesligaabstieg endete. Im Januar 2010 verlängerte Pliquett seinen Vertrag um zwei Jahre bis zum Ende der Saison 2011/12, in der er hinter dem neuen Stammkeeper Philipp Tschauner auf zehn Zweitligaspiele kam. Im Februar 2012 verlängerte er seinen Vertrag um ein weiteres Jahr bis zum 30. Juni 2013. Im Mai 2013 wurde Pliquetts Vertragslaufzeit um ein weiteres Jahr verlängert.
Am 2. September 2013 wechselte Pliquett zum SK Sturm Graz. Dort absolvierte er in zwei Jahren 31 Pflichtspiele. Im Sommer 2015 schloss er sich Atlético Baleares an. Für den spanischen Drittligisten machte Pliquett in der Saison 15/16 20 Spiele. Mit 31 Jahren beendete er danach seine Karriere. Neben anhaltenden körperlichen Problemen führte Pliquett an, dass er sich im Profigeschäft nicht mehr wohlfühle.

## Wettbewerbsübersicht
| Bundesliga            | Bundesliga            | 5  | Spiele | 0 | Tore |
| 2. Liga               | 2. Liga               | 23 | Spiele | 0 | Tore |
| Regionalliga bis 2008 | Regionalliga bis 2008 | 17 | Spiele | 0 | Tore |
| Regionalliga ab 2008  | Regionalliga ab 2008  | 12 | Spiele | 0 | Tore |
| DFB-Pokal             | DFB-Pokal             | 2  | Spiele | 0 | Tore |
| Österreich            | Österreich            | 26 | Spiele | 0 | Tore |

## Sonstiges
Als „Museums-Pate der Mannschaft“ unterstützte Pliquett neben Fabian Boll seit der Eröffnung der Saison 2013/14 den Aufbau eines FC St. Pauli-Museums in der Gegengerade des Millerntor-Stadions. Außerdem ist er bereits seit 2005 gegen Rechtsextremismus aktiv. Hier arbeitet er unter anderem mit dem Projekt Laut gegen Nazis zusammen und ist Förderer der Amadeu Antonio Stiftung. Dieses Engagement ist laut eigener Aussage sehr wichtig für ihn und er betont, dass der DFB seiner Meinung nach zu wenig gegen Rechtsextremismus im Fußball unternimmt.
Beruflich ist Pliquett nach dem Karriereende im Immobiliengeschäft auf Mallorca und Ibiza tätig. Zudem betreibt er die Bar „Alkotheke“ in Hamburg St. Pauli, welche er in der Corona-Pandemie zum Testzentrum für COVID19-Tests umgebaut hat. Er ist außerdem geschäftsführender Gesellschafter von drei Sex-Shops.